# Podhradie (Žilina)
Podhradie (in ungherese Szucsányváralja) è un comune della Slovacchia facente parte del distretto di Martin, nella regione di Žilina.